# Deventer
Deventer (nederlandsk: ( hør) er en kommune og by i Salland regionen i den hollandske provins Overijssel. Det blev den 32. kommune, der rundede 100.000 indbyggere. Det skete i 2020.

## Historie
Landbyen Deventer var i vikingetiden en vigtig handelsby og blev i 882 plyndret og brændt ned af vikinger. Byen blev straks genopført. Deventer fik stadsrettigheder i 956, hvorefter et fæstningsanlæg blev anlagt og erstattede stengærder rundt om byen.
Deventer var garnisonsby for det hollandske kavaleri. Industriområdet og havnen blev bombet kraftigt under Anden Verdenskrig.
Den kvindelige jødiske digter og forfatter Etty Hillesum boede i Deventer under krigen, inden hun blev deporteret til Auschwitz.
I Schalkhaar, en landsby kun 2 km nordøst for byens centrum, blev kasernen anvendt af de tyske besættelsesstyrker til at uddanne nazistiske politifolk.
Deventer har været populært for filmindustrien. Under produktionen af filmen ''A Bridge Too Far'' blev alle de scener, der finder sted i nærheden af Arnhem, filmet i Deventer, fordi Arnhem havde mistet sit historiske centrum.